# Nati nel 1859
| Questa pagina contiene informazioni ricavate automaticamente dalle voci biografiche con l'ausilio del template Bio e di un bot. L'aggiornamento è periodico e automatico e ricostruisce completamente la pagina. Se manca una persona in questa lista, sei pregato di non aggiungerla, ma accertati piuttosto che la sua voce biografica contenga il template Bio e che i dati anagrafici siano correttamente compilati. Se il template Bio manca, inseriscilo tu stesso o, in alternativa, metti l'avviso {{tmp\|Bio}} che ne segnala la mancanza. Se i dati riportati sono sbagliati, correggi direttamente la voce biografica; le modifiche saranno visibili in questa lista entro pochi giorni. Per chiarimenti vedi il progetto biografie. La lista contiene solo le 662 persone che sono citate nell'enciclopedia e per le quali è stato implementato correttamente il template Bio. Pagina aggiornata al 18 ago 2025. |

## Gennaio(52)
- 1º gennaio - Thibaw Min, re birmano († 1916)
- 2 gennaio - Constance Lloyd, scrittrice e giornalista britannica († 1898)
- 2 gennaio - Fritz Riemann, scacchista tedesco († 1932)
- 3 gennaio - Carlo Sanna, generale e politico italiano († 1928)
- 4 gennaio - Jules-Cyrille Cavé, pittore francese († 1949)
- 5 gennaio - DeWitt Bristol Brace, fisico statunitense († 1905)
- 5 gennaio - Ettore Mambretti, generale italiano († 1948)
- 6 gennaio - Samuel Alexander, filosofo australiano († 1938)
- 6 gennaio - Alfred Baudrillart, cardinale e arcivescovo cattolico francese († 1942)
- 6 gennaio - Anatolij Andreevič Brandukov, violoncellista russo († 1930)
- 6 gennaio - Henry E. Dixey, attore e impresario teatrale statunitense († 1943)
- 6 gennaio - Settimio Piacentini, generale italiano († 1921)
- 6 gennaio - Hugh Rodman, ammiraglio statunitense († 1940)
- 7 gennaio - Feng Guozhang, generale e politico cinese († 1919)
- 8 gennaio - Fanny Bullock-Workman, geografa, cartografa e scrittrice statunitense († 1925)
- 9 gennaio - Carrie Chapman Catt, attivista statunitense († 1947)
- 10 gennaio - Pasquale Azzolina, scultore italiano († 1934)
- 10 gennaio - Herbert William Conn, batteriologo e educatore statunitense († 1917)
- 10 gennaio - Ulisse Gobbi, economista e matematico italiano († 1940)
- 10 gennaio - Francesco Novati, filologo e critico letterario italiano († 1915)
- 11 gennaio - Francisco d'Andrade, baritono portoghese († 1921)
- 11 gennaio - Alfredo Brañas, scrittore e politico spagnolo († 1900)
- 11 gennaio - Armengol Coll y Armengol, vescovo cattolico spagnolo († 1918)
- 11 gennaio - Josephine Crowell, attrice canadese († 1932)
- 11 gennaio - George Curzon, I marchese Curzon di Kedleston, politico e nobile britannico († 1925)
- 11 gennaio - John Tengo Jabavu, attivista e editore sudafricano († 1921)
- 13 gennaio - Kostis Palamas, poeta e giornalista greco († 1943)
- 13 gennaio - Maurice Paléologue, diplomatico, storico e scrittore francese († 1944)
- 13 gennaio - Henry Meynell Rheam, pittore e illustratore britannico († 1920)
- 14 gennaio - Léonce Bénédite, critico d'arte francese († 1925)
- 14 gennaio - Francisco Ferrer Guardia, anarchico e pedagogista spagnolo († 1909)
- 15 gennaio - Paul Gourret, zoologo francese († 1903)
- 15 gennaio - Archibald Gracie IV, scrittore statunitense († 1912)
- 16 gennaio - Jón Magnússon, politico islandese († 1926)
- 17 gennaio - Antonio Bernocchi, politico, mecenate e imprenditore italiano († 1930)
- 17 gennaio - Luigi Nelson Pirzio Biroli, generale e dirigente sportivo italiano († 1952)
- 19 gennaio - Domenico Bassi, bibliotecario, filologo classico e papirologo italiano († 1943)
- 19 gennaio - Alice Eastwood, botanica canadese († 1953)
- 20 gennaio - Enrique Reig y Casanova, cardinale e arcivescovo cattolico spagnolo († 1927)
- 21 gennaio - Carlo Donati, avvocato e politico italiano († 1908)
- 21 gennaio - Guido Novak von Arienti, generale austriaco († 1928)
- 23 gennaio - Alfredo Melani, architetto e critico d'arte italiano († 1928)
- 23 gennaio - Martinius Nielsen, attore teatrale e regista danese († 1928)
- 24 gennaio - Mario Pilo, psicologo, filosofo e critico d'arte italiano († 1920)
- 24 gennaio - Paolo Sala, pittore e docente italiano († 1924)
- 27 gennaio - Guglielmo II di Germania, sovrano tedesco († 1941)
- 28 gennaio - Giulio Chiarugi, anatomista e politico italiano († 1944)
- 28 gennaio - Vincenzo Rosati, ingegnere, archeologo e pittore italiano († 1943)
- 29 gennaio - Carlo Calisse, giurista e politico italiano († 1945)
- 30 gennaio - Henry Merrick Lawson, generale irlandese († 1933)
- 30 gennaio - Edward Martyn, politico, attivista e drammaturgo irlandese († 1923)
- 30 gennaio - Francesco Giuseppe di Nassau-Weilburg, principe tedesco († 1875)

## Febbraio(56)
- 1º febbraio - Karel Halíř, violinista ceco († 1909)
- 1º febbraio - Victor Herbert, compositore, violoncellista e direttore d'orchestra irlandese († 1924)
- 1º febbraio - Lydia De Witt, patologa statunitense († 1928)
- 2 febbraio - Luigi Ceci, linguista e glottologo italiano († 1927)
- 2 febbraio - Havelock Ellis, medico, psicologo e scrittore britannico († 1939)
- 2 febbraio - Walther von Lüttwitz, militare tedesco († 1942)
- 2 febbraio - Billy Mosforth, calciatore inglese († 1929)
- 3 febbraio - Joseph Henry Blake, scacchista britannico († 1951)
- 3 febbraio - Hugo Junkers, ingegnere e imprenditore tedesco († 1935)
- 4 febbraio - Jules Combarieu, musicologo francese († 1916)
- 4 febbraio - Léon Duguit, giurista francese († 1928)
- 4 febbraio - Gus Leonard, attore statunitense († 1939)
- 5 febbraio - Giovanni Capurro, poeta e cantautore italiano († 1920)
- 5 febbraio - Louis Cheikho, presbitero e arabista libanese († 1927)
- 5 febbraio - Friedrich Richard Adelbart Johow, botanico e micologo tedesco († 1933)
- 5 febbraio - Auguste Roedel, illustratore e litografo francese († 1900)
- 6 febbraio - Erich Gühler, ammiraglio tedesco († 1911)
- 6 febbraio - Ricardo Jiménez Oreamuno, avvocato e politico costaricano († 1945)
- 7 febbraio - Emma Nevada, soprano statunitense († 1940)
- 8 febbraio - Domenico Fracassi di Torre Rossano, diplomatico, imprenditore e politico italiano († 1945)
- 8 febbraio - Gabriele Reuter, scrittrice tedesca († 1941)
- 10 febbraio - Ferdinand Dümmler, filologo classico e archeologo tedesco († 1896)
- 10 febbraio - Alexandre Millerand, politico francese († 1943)
- 11 febbraio - Charles Jules Edmée Brongniart, entomologo e paleontologo francese († 1889)
- 12 febbraio - Émile Meyerson, filosofo e chimico francese († 1933)
- 13 febbraio - Albert Geisser, avvocato, banchiere e filantropo svizzero († 1929)
- 13 febbraio - Zsigmond Quittner, architetto ungherese († 1918)
- 14 febbraio - George Ferris, ingegnere statunitense († 1896)
- 15 febbraio - Louis-Joseph Maurin, cardinale e arcivescovo cattolico francese († 1936)
- 15 febbraio - Giovanni Mingazzini, neurologo e psichiatra italiano († 1929)
- 17 febbraio - Howard Blackburn, marinaio canadese († 1932)
- 17 febbraio - Nikolaj Fëdorovič Gamaleja, medico e scienziato russo († 1949)
- 18 febbraio - Paul Hartwig, archeologo tedesco († 1919)
- 18 febbraio - Luca Montuori, generale e politico italiano († 1952)
- 19 febbraio - Svante Arrhenius, chimico e fisico svedese († 1927)
- 19 febbraio - Celso Cianchi, fantino italiano († 1937)
- 20 febbraio - Giuseppe Ridolfi, arcivescovo cattolico italiano († 1925)
- 21 febbraio - Gabriel Darrieus, ammiraglio francese († 1931)
- 21 febbraio - William Pollock, scacchista inglese († 1896)
- 21 febbraio - George Lansbury, politico britannico († 1940)
- 21 febbraio - Michail Vladimirovič Rodzjanko, politico russo († 1924)
- 22 febbraio - Vittorio Alpe, agronomo italiano († 1938)
- 22 febbraio - Edith Baird, compositrice di scacchi britannica († 1924)
- 23 febbraio - Francesco Fazi, politico italiano († 1928)
- 23 febbraio - Karl von Macchio, diplomatico e nobile austriaco († 1945)
- 24 febbraio - George Edwin Patey, ammiraglio inglese († 1935)
- 25 febbraio - William Elcoat, allenatore di calcio britannico († 1912)
- 25 febbraio - Georg Schreck, architetto finlandese († 1925)
- 25 febbraio - Ángel Rodríguez de Prada, religioso, matematico e astronomo spagnolo († 1935)
- 27 febbraio - Tommaso Casini, scrittore, storico e critico letterario italiano († 1917)
- 27 febbraio - Bertha Pappenheim, scrittrice e giornalista austriaca († 1936)
- 27 febbraio - Aleksandr Dmitrievič Šeremetev, musicista russo († 1931)
- 27 febbraio - Cecil Spring Rice, diplomatico britannico († 1918)
- 27 febbraio - Giulio Cesare Tassoni, generale e politico italiano († 1942)
- 27 febbraio - Wenzel von Wurm, generale austro-ungarico († 1921)
- 28 febbraio - Florian Cajori, matematico e storico della scienza svizzero († 1930)

## Marzo(52)
- 1º marzo - Vittorio Guaccimanni, pittore e incisore italiano († 1938)
- 1º marzo - Frederick Peterson, neurologo e pittore statunitense († 1938)
- 2 marzo - Sholem Aleichem, scrittore e drammaturgo ucraino († 1916)
- 3 marzo - Charles-Lucien Lépine, inventore e regista cinematografico francese († 1941)
- 4 marzo - John Sands, calciatore inglese († 1924)
- 4 marzo - Leone Wollemborg, economista, giornalista e politico italiano († 1932)
- 6 marzo - Louis Marie-Auguste Boutan, biologo e fotografo francese († 1934)
- 6 marzo - Gaston Moch, scrittore e esperantista francese († 1935)
- 6 marzo - Vittorio Italico Zupelli, generale e politico italiano († 1945)
- 8 marzo - Kenneth Grahame, scrittore britannico († 1932)
- 9 marzo - Peter Altenberg, scrittore, poeta e aforista austriaco († 1919)
- 9 marzo - Jakob Hamburger, fisiologo olandese († 1924)
- 10 marzo - Enrico Astorri, scultore italiano († 1921)
- 10 marzo - Vincenzo Severino, pittore italiano († 1926)
- 11 marzo - Héctor Raphaël Quilliet, arcivescovo cattolico francese († 1928)
- 12 marzo - Ernesto Cesaro, matematico italiano († 1906)
- 14 marzo - Adolf Bertram, cardinale e arcivescovo cattolico tedesco († 1945)
- 14 marzo - Matilde Montoya, medico messicano († 1939)
- 15 marzo - Leonardo Bistolfi, scultore e politico italiano († 1933)
- 15 marzo - Arthur Alfred Brown, calciatore inglese († 1909)
- 15 marzo - Camille Jullian, storico, filologo e archeologo francese († 1933)
- 16 marzo - Aleksandr Stepanovič Popov, fisico russo († 1906)
- 16 marzo - Gino Starace, pittore e illustratore italiano († 1950)
- 18 marzo - Thomas Gibson-Carmichael, I barone Carmichael, politico e funzionario britannico († 1926)
- 18 marzo - Vittorio Murari Dalla Corte Brà, generale italiano († 1922)
- 19 marzo - Crispino Bonagente, militare italiano († 1934)
- 19 marzo - Ellen Gates Starr, attivista e educatrice statunitense († 1940)
- 19 marzo - Ernst Gottlob Orthmann, ginecologo tedesco († 1922)
- 19 marzo - Giovanni Pascale, oncologo e politico italiano († 1936)
- 20 marzo - Enrico Mazzoccolo, magistrato, giurista e politico italiano († 1939)
- 20 marzo - Edmond Slade, ammiraglio inglese († 1928)
- 20 marzo - Hermann Thoms, chimico tedesco († 1931)
- 21 marzo - Josip Lavrenčič, politico italiano († 1936)
- 21 marzo - Daria Pratt, golfista statunitense († 1938)
- 22 marzo - Luigi Cagnetta, politico e magistrato italiano († 1939)
- 22 marzo - Achille Cardani, progettista e dirigente d'azienda italiano († 1935)
- 22 marzo - Josip Vancaš, architetto austro-ungarico († 1932)
- 23 marzo - Corrado Frera, imprenditore italiano († 1941)
- 26 marzo - Alfred Edward Housman, poeta e filologo classico inglese († 1936)
- 26 marzo - Adolf Hurwitz, matematico tedesco († 1919)
- 26 marzo - Abd al-Ahad Khan, sovrano uzbeko († 1911)
- 26 marzo - Nikolaj Aleksandrovič Sokolov, compositore russo († 1922)
- 28 marzo - Alfred Dobson, calciatore inglese († 1932)
- 28 marzo - Vladimir Fran Mažuranić, scrittore croato († 1928)
- 29 marzo - Herman Bemberg, compositore tedesco († 1931)
- 29 marzo - Auguste Béhal, chimico francese († 1941)
- 29 marzo - Pietro Cogliolo, avvocato, giurista e politico italiano († 1940)
- 29 marzo - Ambroise Gardeil, teologo, presbitero e predicatore francese († 1931)
- 29 marzo - Giovanni Pastorelli, militare italiano († 1911)
- 30 marzo - Antonio Scano, politico italiano († 1945)
- 31 marzo - Gaston Breteau, attore francese († 1909)
- 31 marzo - Charles Maudru, regista francese († 1935)

## Aprile(50)
- 1º aprile - George Mansfield Smith-Cumming, militare britannico († 1923)
- 2 aprile - Anatole Le Braz, poeta e traduttore francese († 1926)
- 2 aprile - Léon Rom, militare belga († 1924)
- 2 aprile - Pellegrino Francesco Stagni, arcivescovo cattolico italiano († 1918)
- 3 aprile - Alexandru Averescu, politico e generale rumeno († 1938)
- 4 aprile - Contardo Ferrini, giurista italiano († 1902)
- 4 aprile - Medea Mei Figner, soprano e mezzosoprano italiano († 1952)
- 4 aprile - Mario Rutelli, scultore italiano († 1941)
- 5 aprile - Carl Frithjof Smith, pittore norvegese († 1917)
- 5 aprile - Gaston de Latenay, pittore e incisore francese († 1943)
- 6 aprile - Paul-Albert Faveau, missionario e vescovo cattolico francese († 1949)
- 7 aprile - Johan Axel Gustaf Acke, scultore, pittore e progettista svedese († 1924)
- 7 aprile - Walter Camp, giocatore di football americano, allenatore di football americano e scrittore statunitense († 1925)
- 7 aprile - Guillaume Guidé, oboista, compositore e direttore teatrale belga († 1917)
- 7 aprile - Jacques Loeb, biologo tedesco († 1924)
- 7 aprile - Gaetano Millunzi, storico, letterato e presbitero italiano († 1920)
- 7 aprile - Mauro Serafini, abate italiano († 1925)
- 8 aprile - Edwin Alderson, generale britannico († 1927)
- 8 aprile - Augusto Brusconi, architetto e funzionario italiano († 1924)
- 8 aprile - Gaspare Colosimo, avvocato, politico e filantropo italiano († 1944)
- 8 aprile - Edmund Husserl, filosofo e matematico austriaco († 1938)
- 8 aprile - Alberto Peano, generale italiano († 1930)
- 8 aprile - Teodor Teodorov, politico bulgaro († 1924)
- 9 aprile - Julius Hart, scrittore tedesco († 1930)
- 9 aprile - Henri Lavedan, scrittore, commediografo e giornalista francese († 1940)
- 9 aprile - Tom Watson, allenatore di calcio inglese († 1915)
- 10 aprile - Abele Ajello, chirurgo e patologo italiano († 1940)
- 11 aprile - Giuseppe Saverio Gargano, critico letterario italiano († 1930)
- 13 aprile - Viktor Tietz, scacchista cecoslovacco († 1937)
- 13 aprile - Henry Tureman Allen, militare statunitense († 1930)
- 14 aprile - Luigi Capello, generale italiano († 1941)
- 15 aprile - Blanche Wittman, francese († 1913)
- 16 aprile - Manfredo Manfredi, architetto italiano († 1927)
- 16 aprile - Camillo Rapetti, pittore e docente italiano († 1929)
- 16 aprile - Arsen Karađorđević, principe serbo († 1938)
- 17 aprile - Giacomo Agnesi, politico italiano († 1929)
- 18 aprile - Viktor Apfelbeck, ingegnere austriaco († 1934)
- 18 aprile - Teresina De Pierro, poetessa italiana († 1943)
- 20 aprile - Vincenzo Cerulli, astronomo e matematico italiano († 1927)
- 21 aprile - Casimiro Mondino, medico italiano († 1924)
- 22 aprile - Constance Gwladys Herbert, nobildonna inglese († 1917)
- 22 aprile - Pasquale Penta, medico e criminologo italiano († 1904)
- 22 aprile - Ottilie Roederstein, pittrice svizzera († 1937)
- 24 aprile - Luigi Lavazza, imprenditore italiano († 1949)
- 25 aprile - Giacomo Boni, archeologo e architetto italiano († 1925)
- 26 aprile - Antonio Barbieri, poeta italiano († 1931)
- 26 aprile - Nikolaj Michajlovič Romanov, nobile russo († 1919)
- 27 aprile - Camillo Prampolini, politico italiano († 1930)
- 28 aprile - Auguste Albert, velista francese († 1915)
- 29 aprile - Rupert Anderson, calciatore inglese († 1944)

## Maggio(45)
- 1º maggio - Jacqueline Comerre-Paton, pittrice francese († 1955)
- 1º maggio - Alexandru Philippide, linguista rumeno († 1933)
- 2 maggio - Pasquale Del Pezzo, matematico e politico italiano († 1936)
- 2 maggio - Jerome K. Jerome, scrittore, giornalista e umorista britannico († 1927)
- 3 maggio - Andy Adams, scrittore statunitense († 1935)
- 3 maggio - Giuseppe Stagno d'Alcontres, nobile e geografo italiano († 1931)
- 3 maggio - Panas Saksahans'kyj, attore, regista e drammaturgo ucraino († 1940)
- 4 maggio - William Hamilton, calciatore nordirlandese († 1914)
- 6 maggio - Juan Antonio Escurra, militare e politico paraguaiano († 1929)
- 6 maggio - Willem Kloos, poeta olandese († 1938)
- 8 maggio - Carlo Curti, mandolinista e compositore italiano († 1922)
- 8 maggio - Johan Jensen, matematico e ingegnere danese († 1925)
- 9 maggio - William Job Collins, chirurgo inglese († 1946)
- 10 maggio - Vittorio Polacco, giurista e politico italiano († 1926)
- 10 maggio - Aurel Stodola, ingegnere, fisico e inventore slovacco († 1942)
- 10 maggio - William Wrede, teologo tedesco († 1906)
- 12 maggio - August von Brandis, pittore tedesco († 1947)
- 13 maggio - Théodor Axentowicz, pittore polacco († 1938)
- 13 maggio - August Enna, compositore danese († 1939)
- 13 maggio - Kate Marsden, infermiera, esploratrice e scrittrice britannica († 1931)
- 15 maggio - Jim Allen, calciatore nordirlandese († 1937)
- 15 maggio - Pierre Curie, fisico e matematico francese († 1906)
- 15 maggio - Natalija Obrenović, sovrana serba († 1941)
- 15 maggio - Karel Škorpil, archeologo ceco († 1944)
- 18 maggio - Giberto Borromeo Arese, nobile, dirigente d'azienda e politico italiano († 1941)
- 18 maggio - Casper ten Boom, orologiaio olandese († 1944)
- 19 maggio - Pavel Pavlovič Šuvalov, nobile e ufficiale russo († 1905)
- 19 maggio - Eugène Py, direttore della fotografia e regista cinematografico francese († 1924)
- 21 maggio - Emilio Dulio, politico italiano († 1950)
- 21 maggio - Otto Hupp, tipografo, incisore e pittore tedesco († 1949)
- 22 maggio - Arthur Conan Doyle, scrittore e drammaturgo britannico († 1930)
- 22 maggio - Tsubouchi Shōyō, scrittore, drammaturgo e traduttore giapponese († 1935)
- 23 maggio - Eberhard Limbrock, presbitero e missionario tedesco († 1931)
- 24 maggio - Osvald Polívka, architetto ceco († 1931)
- 24 maggio - Gustavo Salvini, attore italiano († 1930)
- 24 maggio - Giulio Vivanti, matematico italiano († 1949)
- 25 maggio - Alois Delug, pittore austriaco († 1930)
- 26 maggio - Giuseppina Cattani, medico italiano († 1914)
- 26 maggio - Rudolph Feilding, IX conte di Denbigh, ufficiale inglese († 1939)
- 26 maggio - Ernesto Stassano, ingegnere italiano († 1922)
- 29 maggio - Ernesto Bazzaro, scultore e incisore italiano († 1937)
- 29 maggio - Evangelina Bottero, insegnante e divulgatrice scientifica italiana († 1950)
- 29 maggio - Konrad Burdach, storico tedesco († 1936)
- 30 maggio - Pierre Janet, neurologo, psicologo e filosofo francese († 1947)
- 30 maggio - Édouard Niermans, architetto olandese († 1928)

## Giugno(40)
- 1º giugno - Luisa di Thurn und Taxis, principessa tedesca († 1948)
- 2 giugno - Antonio Carminati, scultore italiano († 1908)
- 2 giugno - Christian von Ehrenfels, filosofo austriaco († 1932)
- 3 giugno - Antonin Larroux, scultore francese
- 4 giugno - Richard Geigel, medico tedesco († 1930)
- 5 giugno - Constantin I. Nottara, attore teatrale, direttore teatrale e docente rumeno († 1935)
- 6 giugno - Enrico Cocchia, latinista e filologo classico italiano († 1930)
- 6 giugno - Giorgio Alessandro di Meclemburgo-Strelitz, duca († 1909)
- 8 giugno - Adriano Cappelli, archivista, paleografo e storico italiano († 1942)
- 8 giugno - Fausto Massimini, politico italiano († 1908)
- 9 giugno - Doveton Sturdee, ammiraglio britannico († 1925)
- 10 giugno - Emanuel Nobel, imprenditore svedese († 1932)
- 10 giugno - Jacques Perk, poeta olandese († 1881)
- 10 giugno - Paolo Thaon di Revel, ammiraglio, politico e nobile italiano († 1948)
- 11 giugno - Angelo Consolini, violinista, violista e compositore italiano († 1934)
- 11 giugno - Charles Pelham, IV conte di Yarborough, politico inglese († 1936)
- 12 giugno - Leopoldo del Belgio, principe belga († 1869)
- 12 giugno - Guido Mazzoni, italianista, patriota e politico italiano († 1943)
- 12 giugno - Thomas James Walsh, politico e avvocato statunitense († 1933)
- 15 giugno - Arthur Heffter, chimico e farmacologo tedesco († 1925)
- 16 giugno - Luigi Gaetano Gullì, pianista e compositore italiano († 1918)
- 16 giugno - Paja Jovanović, pittore serbo († 1957)
- 17 giugno - Georg Wissowa, filologo classico tedesco († 1931)
- 18 giugno - Ladislaus Hollós, botanico e micologo ungherese († 1940)
- 18 giugno - Franciscus Kenninck, arcivescovo vetero-cattolico olandese († 1937)
- 18 giugno - Anna Nahowski, austriaca († 1931)
- 20 giugno - Giovanni Boccardi, astronomo, matematico e presbitero italiano († 1936)
- 20 giugno - Charles Robson, crickettista, allenatore di calcio e dirigente sportivo inglese († 1943)
- 21 giugno - Luigi Vittorio Bertarelli, geografo e speleologo italiano († 1926)
- 21 giugno - Henry Ossawa Tanner, pittore statunitense († 1937)
- 21 giugno - August Wolfstieg, scrittore tedesco († 1922)
- 22 giugno - Ersilia Bronzini, attivista italiana († 1933)
- 22 giugno - Van Dyke Brooke, regista cinematografico, attore e sceneggiatore statunitense († 1921)
- 23 giugno - Édouard Michelin, imprenditore francese († 1940)
- 24 giugno - Vittorio Puntoni, grecista e politico italiano († 1926)
- 26 giugno - Carlo Vittorio Cicarelli, politico e avvocato italiano († 1929)
- 26 giugno - Edward Kimball, attore statunitense († 1938)
- 27 giugno - William Anderson, crickettista britannico († 1943)
- 28 giugno - William Henry, nuotatore e pallanuotista britannico († 1928)
- 28 giugno - Domenico Someda, pittore italiano († 1944)

## Luglio(49)
- 1º luglio - Gregorio IV, vescovo († 1928)
- 1º luglio - Édouard-Alfred Martel, speleologo, geografo e cartografo francese († 1938)
- 1º luglio - Harry Swepstone, calciatore inglese († 1907)
- 3 luglio - Mathurin Guillemé, missionario e vescovo cattolico francese († 1942)
- 3 luglio - Pierre-Marie Termier, geologo francese († 1930)
- 4 luglio - Vittorio Alinari, fotografo italiano († 1932)
- 4 luglio - Charles Diehl, bizantinista francese († 1944)
- 5 luglio - Alfred Jeanroy, linguista e filologo francese († 1954)
- 5 luglio - Alfred Michaux, avvocato e esperantista francese († 1937)
- 5 luglio - Attilio Valentini, giornalista italiano († 1892)
- 6 luglio - Alexander Hamilton-Gordon, generale britannico († 1939)
- 6 luglio - Carl Gustaf Verner von Heidenstam, scrittore e poeta svedese († 1940)
- 6 luglio - Isidore Ramishvili, politico georgiano († 1937)
- 7 luglio - Robert Demachy, fotografo francese († 1936)
- 7 luglio - Marko Došen, politico croato († 1944)
- 7 luglio - Onorato Fava, scrittore italiano († 1941)
- 7 luglio - Giuseppe Pescetti, politico italiano († 1924)
- 7 luglio - Giuseppina Vannini, religiosa italiana († 1911)
- 8 luglio - Fergus Hume, scrittore britannico († 1932)
- 8 luglio - Bruno Keil, filologo classico tedesco († 1916)
- 8 luglio - Hank O'Day, giocatore di baseball, arbitro di baseball e allenatore di baseball statunitense († 1935)
- 9 luglio - Wilhelm Hallwachs, fisico tedesco († 1922)
- 9 luglio - Emilio Longoni, pittore italiano († 1932)
- 10 luglio - Otto Stahn, architetto tedesco († 1930)
- 11 luglio - John Grenfell Maxwell, generale britannico († 1929)
- 11 luglio - Alfred Maria Willner, compositore, librettista e musicologo austriaco († 1929)
- 12 luglio - Otto Böckel, bibliotecario, musicologo e politico tedesco († 1923)
- 12 luglio - Lelio Bonin Longare, diplomatico e politico italiano († 1933)
- 13 luglio - Francesco Ceppatelli, fantino italiano († 1921)
- 13 luglio - Adolfo Re Riccardi, impresario teatrale e critico teatrale italiano († 1943)
- 13 luglio - Sidney James Webb, politico britannico († 1947)
- 14 luglio - Willy Hess, violinista e insegnante tedesco († 1939)
- 15 luglio - Carlo Munier, mandolinista e compositore italiano († 1911)
- 17 luglio - Luis Muñoz Rivera, poeta, giornalista e politico portoricano († 1916)
- 20 luglio - Adolfo di Schaumburg-Lippe, nobile († 1916)
- 20 luglio - Robert Bolder, attore britannico († 1937)
- 20 luglio - Salvatore Pisani, scultore italiano († 1920)
- 20 luglio - Otto Warburg, botanico tedesco († 1938)
- 21 luglio - Vito Luciani, politico italiano († 1951)
- 24 luglio - Pietro Bertolini, politico italiano († 1920)
- 25 luglio - Adolf von Steiger, avvocato, giudice e politico svizzero († 1925)
- 26 luglio - Félix Mariano Paz, militare e politico argentino († 1904)
- 26 luglio - Virginie Demont-Breton, pittrice francese († 1935)
- 26 luglio - Henryk Weyssenhoff, pittore, illustratore e scultore polacco († 1922)
- 29 luglio - Federico Bernagozzi, pittore italiano († 1916)
- 29 luglio - Filippo Castelli, pittore e decoratore italiano († 1932)
- 29 luglio - Pietro Veronesi, scultore italiano († 1936)
- 30 luglio - Henry Lunn, religioso e filantropo inglese († 1939)
- 31 luglio - Theobald Smith, medico e batteriologo statunitense († 1934)

## Agosto(37)
- 1º agosto - Pasquale Meomartini, generale e politico italiano († 1934)
- 2 agosto - Georges-Antoine Rochegrosse, pittore e illustratore francese († 1938)
- 3 agosto - Baldassarre Squitti, politico italiano († 1929)
- 4 agosto - Knut Hamsun, scrittore norvegese († 1952)
- 6 agosto - Alfred Hettner, geografo tedesco († 1941)
- 7 agosto - Gustave Belot, filosofo francese († 1929)
- 7 agosto - Fëdor Šechtel', architetto russo († 1926)
- 8 agosto - Henry Gauthier-Villars, scrittore francese († 1931)
- 8 agosto - Adolf Just, medico tedesco († 1936)
- 8 agosto - Pablo Riccheri, militare argentino († 1936)
- 9 agosto - Guido Colombo, archivista italiano († 1920)
- 10 agosto - Georg Pick, matematico austriaco († 1942)
- 12 agosto - Katharine Lee Bates, scrittrice statunitense († 1929)
- 14 agosto - Arturo De Varda, chimico italiano († 1944)
- 14 agosto - Alessandro Morani, pittore, decoratore e scenografo italiano († 1941)
- 15 agosto - Ferdinand Bac, disegnatore austriaco († 1952)
- 15 agosto - Charles Comiskey, giocatore di baseball, allenatore di baseball e dirigente sportivo statunitense († 1931)
- 15 agosto - Joseph-Siméon Favre, pittore e etnomusicologo italiano († 1900)
- 15 agosto - Blanca de los Ríos, scrittrice e critica letteraria spagnola († 1956)
- 16 agosto - Anthony Fane, XIII conte di Westmorland, ufficiale britannico († 1922)
- 16 agosto - Maximilian von Höhn, generale tedesco († 1939)
- 18 agosto - Anna Ancher, pittrice danese († 1935)
- 19 agosto - Hippolyte Delehaye, gesuita e storico belga († 1941)
- 19 agosto - Henri Lanos, pittore e illustratore francese († 1929)
- 20 agosto - Giovanni Grosoli, imprenditore e politico italiano († 1937)
- 21 agosto - Westmoreland Davis, politico statunitense († 1942)
- 22 agosto - Walter Firle, pittore tedesco († 1929)
- 23 agosto - Franz Porten, cantante lirico, regista e attore tedesco († 1932)
- 23 agosto - Wacław Szymanowski, scultore e pittore polacco († 1930)
- 25 agosto - Agenore Socini, architetto e urbanista italiano († 1926)
- 27 agosto - Clarence Clark, tennista statunitense († 1937)
- 27 agosto - Henry Julian White, presbitero e biblista britannico († 1934)
- 28 agosto - Emil Goeldi, naturalista, zoologo e epidemiologo svizzero († 1917)
- 28 agosto - Lida Howell, arciera statunitense († 1938)
- 28 agosto - Vittorio Sella, alpinista e fotografo italiano († 1943)
- 29 agosto - Marco Cassin, banchiere, imprenditore e politico italiano († 1927)
- 31 agosto - Robert Jowitt Whitwell, medievista, lessicografo e latinista britannico († 1928)

## Settembre(56)
- 1º settembre - Victor Loret, egittologo francese († 1946)
- 2 settembre - Firmin Bouisset, illustratore e litografo francese († 1925)
- 2 settembre - Emanuele Brugnoli, pittore italiano († 1944)
- 3 settembre - Jean Jaurès, politico francese († 1914)
- 5 settembre - Emmanuel Rodocanachi, storico e biografo francese († 1934)
- 5 settembre - Heinrich Vater, mineralogista e naturalista tedesco († 1930)
- 7 settembre - Juan Campisteguy, politico uruguaiano († 1937)
- 7 settembre - Paul Gervais, pittore francese († 1944)
- 9 settembre - Elvira Colonnese, cantante lirica italiana († 1949)
- 9 settembre - Oskar Eckenstein, alpinista, scrittore e esploratore inglese († 1921)
- 9 settembre - Lu Rongting, generale e politico cinese († 1928)
- 11 settembre - Cecil Harcourt Smith, archeologo britannico († 1944)
- 11 settembre - Vjenceslav Novak, drammaturgo e scrittore croato († 1905)
- 11 settembre - Tito Sinibaldi, politico e avvocato italiano († 1940)
- 12 settembre - Alice Ayres, britannica († 1885)
- 12 settembre - Alfonso Colarossi-Mancini, storico italiano († 1927)
- 12 settembre - Florence Kelley, politica statunitense († 1932)
- 13 settembre - Anton Rosen, architetto danese († 1928)
- 13 settembre - Nikolaj Alekseevič Zarudnyj, esploratore e zoologo russo († 1919)
- 14 settembre - Arthur Henry Fox Strangways, musicologo inglese († 1948)
- 14 settembre - Bona Benvenisti Viterbi, scrittrice italiana († 1931)
- 14 settembre - Hans von Arnim, filologo classico e grecista tedesco († 1931)
- 14 settembre - Jānis Čakste, politico lettone († 1927)
- 15 settembre - Jean de Constant, velista francese († 1949)
- 16 settembre - Antonio Loperfido, ingegnere, geografo e geodeta italiano († 1938)
- 16 settembre - Yuan Shikai, politico e militare cinese († 1916)
- 17 settembre - Giuseppe de Felice Giuffrida, politico italiano († 1920)
- 18 settembre - Gustavo Fara, generale e politico italiano († 1936)
- 19 settembre - Hugo Goldschmidt, scrittore e musicologo tedesco († 1920)
- 20 settembre - Cyriel Buysse, scrittore belga († 1932)
- 20 settembre - Angelo Marchesan, religioso, storico e letterato italiano († 1932)
- 20 settembre - Domenico Trentacoste, scultore italiano († 1933)
- 21 settembre - Paul Du Bois, scultore e medaglista belga († 1938)
- 21 settembre - Otto Lohse, compositore e direttore d'orchestra tedesco († 1925)
- 21 settembre - Francesc Macià, politico e militare spagnolo († 1933)
- 22 settembre - Mathilde Brundage, attrice statunitense († 1939)
- 23 settembre - Archie Hunter, calciatore scozzese († 1894)
- 24 settembre - Samuel Rutherford Crockett, romanziere e presbitero britannico († 1914)
- 24 settembre - Radko Dimitriev, generale bulgaro († 1918)
- 24 settembre - Julius Klengel, violoncellista tedesco († 1933)
- 24 settembre - Pierre Viala, enologo francese († 1936)
- 25 settembre - Johannes Kirchner, filologo classico e epigrafista tedesco († 1940)
- 25 settembre - August von Gödrich, ciclista su strada tedesco († 1942)
- 26 settembre - Irving Bacheller, giornalista e scrittore statunitense († 1950)
- 26 settembre - Adelaide Johnson, scultrice e attivista statunitense († 1955)
- 26 settembre - Louis Majorelle, ebanista e designer francese († 1926)
- 26 settembre - Giuseppe Picciola, scrittore, italianista e insegnante italiano († 1912)
- 27 settembre - Ernesto Bernardo di Sassonia-Meiningen, principe († 1941)
- 28 settembre - Alfredo Baquerizo, politico ecuadoriano († 1951)
- 28 settembre - Oreste Mentasti, commediografo e regista cinematografico italiano († 1935)
- 29 settembre - Alfred von Böckmann, generale tedesco († 1921)
- 29 settembre - Giuseppe Gradenigo, medico italiano († 1926)
- 29 settembre - Vittorio Mariani, architetto e urbanista italiano († 1946)
- 29 settembre - Giacomo Merculiano, scultore, medaglista e illustratore italiano († 1935)
- 30 settembre - Elek Benedek, scrittore, giornalista e pubblicista ungherese († 1929)
- 30 settembre - Park Eun-shik, politico sudcoreano († 1925)

## Ottobre(52)
- 3 ottobre - Karin Bergöö Larsson, artista e designer svedese († 1928)
- 3 ottobre - Paul Perquer, velista francese († 1914)
- 4 ottobre - Clóvis Beviláqua, giurista brasiliano († 1944)
- 4 ottobre - Vittorio Matteo Corcos, pittore italiano († 1933)
- 4 ottobre - Francis J. Finn, scrittore e gesuita statunitense († 1928)
- 4 ottobre - Sergej Vasilievič Maljutin, pittore, grafico e architetto russo († 1937)
- 4 ottobre - Luigi Paris, politico italiano († 1936)
- 6 ottobre - Icilio Buonini, politico e militare italiano († 1924)
- 7 ottobre - Carlo Schmidl, editore e collezionista d'arte italiano († 1943)
- 7 ottobre - Gustav Wentzel, pittore norvegese († 1927)
- 8 ottobre - Federico Amodeo, storico della scienza italiano († 1946)
- 9 ottobre - James Albert Bonsack, inventore statunitense († 1924)
- 9 ottobre - Alfonso Del Re, matematico italiano († 1921)
- 9 ottobre - Alfred Dreyfus, militare francese († 1935)
- 10 ottobre - Ogata Gekko, pittore giapponese († 1920)
- 10 ottobre - Vincenzo Gianferrari, direttore d'orchestra e compositore italiano († 1939)
- 10 ottobre - Takeda Sōkaku, artista marziale giapponese († 1943)
- 11 ottobre - Colin Campbell, regista, sceneggiatore e attore scozzese († 1928)
- 12 ottobre - Diana Abgar, scrittrice e filantropa armena († 1937)
- 12 ottobre - Heinrich di Coudenhove-Kalergi, viaggiatore e diplomatico austriaco († 1906)
- 12 ottobre - Maurice Donnay, commediografo francese († 1945)
- 14 ottobre - Ravachol, anarchico francese († 1892)
- 16 ottobre - Daisy Bates, scrittrice e giornalista irlandese († 1951)
- 16 ottobre - Karl Blodig, alpinista, ottico e scrittore austriaco († 1956)
- 16 ottobre - Henryk Pachulski, compositore, pianista e docente polacco († 1921)
- 17 ottobre - Buck Ewing, giocatore di baseball e allenatore di baseball statunitense († 1906)
- 17 ottobre - Childe Hassam, pittore statunitense († 1935)
- 17 ottobre - Paolo Orsi, archeologo italiano († 1935)
- 17 ottobre - William Palmer, II conte di Selborne, nobile e politico inglese († 1942)
- 17 ottobre - Eugenio Zampighi, pittore e fotografo italiano († 1944)
- 18 ottobre - Henri Bergson, filosofo francese († 1941)
- 18 ottobre - Christapor Mikaelian, rivoluzionario armeno († 1905)
- 19 ottobre - Luigia Cerale, danzatrice italiana († 1937)
- 19 ottobre - Georg Knorr, imprenditore tedesco († 1911)
- 19 ottobre - Giovanni Landini, imprenditore italiano († 1924)
- 20 ottobre - Carlo Abate, scultore e anarchico italiano († 1941)
- 20 ottobre - Margaret Jane Benson, botanica britannica († 1936)
- 20 ottobre - John Dewey, filosofo e pedagogista statunitense († 1952)
- 20 ottobre - Guglielmo Zuelli, compositore e direttore d'orchestra italiano († 1941)
- 21 ottobre - Meyliservet Kadin, ottomana († 1891)
- 21 ottobre - Eugène de Pousargues, zoologo francese († 1901)
- 21 ottobre - Arthur Stilwell, imprenditore statunitense († 1928)
- 22 ottobre - Karl Muck, direttore d'orchestra tedesco († 1940)
- 22 ottobre - Ludovico Ferdinando di Baviera, nobile tedesco († 1949)
- 23 ottobre - Pasquale Calderoni Martini, numismatico e politico italiano († 1933)
- 26 ottobre - Secondo Franchi, ingegnere e geologo italiano († 1932)
- 26 ottobre - Antonio Grisanti, attore italiano († 1914)
- 26 ottobre - Rubens Santoro, pittore italiano († 1941)
- 29 ottobre - Luigi Gainotti, pittore italiano († 1940)
- 29 ottobre - Ernst Hartert, naturalista, ornitologo e zoologo tedesco († 1933)
- 29 ottobre - Richard Hawley Tucker, astronomo statunitense († 1952)
- 30 ottobre - Karl von Stürgkh, politico austriaco († 1916)

## Novembre(39)
- 1º novembre - George W. P. Hunt, politico statunitense († 1934)
- 1º novembre - Giulio Magni, architetto e critico d'arte italiano († 1930)
- 1º novembre - Bid McPhee, giocatore di baseball e allenatore di baseball statunitense († 1943)
- 2 novembre - Aleksandr Vasil'evič Samsonov, generale russo († 1914)
- 3 novembre - Saverio Partinico, scultore italiano († 1918)
- 5 novembre - Manuel García Prieto, avvocato e politico spagnolo († 1938)
- 8 novembre - Julie Feurgard, pittrice francese († 1892)
- 10 novembre - Luigi Brigiotti, poeta italiano († 1933)
- 10 novembre - Alojzije Stjepan Mišić, vescovo cattolico bosniaco († 1942)
- 10 novembre - Théophile Alexandre Steinlen, pittore e incisore svizzero († 1923)
- 10 novembre - Simone Weber, presbitero e storico italiano († 1945)
- 11 novembre - Belle Gunness, serial killer norvegese
- 11 novembre - Shivajirao Holkar, principe indiano († 1908)
- 12 novembre - Giacomo Gorrini, storico e diplomatico italiano († 1950)
- 12 novembre - Ludwig Stein, filosofo, sociologo e giornalista ungherese († 1930)
- 13 novembre - Pietro Alibrandi, ingegnere italiano († 1921)
- 15 novembre - Oscar Bernadotte, nobile svedese († 1953)
- 15 novembre - Jean César Graziani, generale francese († 1932)
- 15 novembre - Christopher Hornsrud, politico norvegese († 1960)
- 15 novembre - Josephine Silone Yates, docente, scrittrice e oratrice statunitense († 1912)
- 17 novembre - José Lacalle, clarinettista, compositore e direttore d'orchestra spagnolo († 1937)
- 17 novembre - Gerhard Schjelderup, compositore, scrittore e docente norvegese († 1933)
- 19 novembre - Émile Andrieux, schermidore francese († 1935)
- 19 novembre - Michail Michajlovič Ippolitov-Ivanov, compositore russo († 1935)
- 19 novembre - Giovanni Santoro, magistrato e politico italiano († 1941)
- 22 novembre - Helene Böhlau, scrittrice tedesca († 1940)
- 22 novembre - Paul Desjardins, insegnante e giornalista francese († 1940)
- 22 novembre - Cecilia Grierson, medica argentina († 1934)
- 22 novembre - Yamauchi Fusajirō, imprenditore giapponese († 1940)
- 23 novembre - Billy the Kid, pistolero e criminale statunitense († 1881)
- 23 novembre - Gennaro Rubino, anarchico italiano († 1918)
- 24 novembre - Cass Gilbert, architetto statunitense († 1934)
- 24 novembre - Medeni Mehmet Nuri, turco († 1927)
- 25 novembre - Jane Hading, attrice teatrale francese († 1941)
- 26 novembre - Emmanuel de Mac Mahon, generale francese († 1930)
- 27 novembre - Henry Cursham, calciatore inglese († 1941)
- 28 novembre - Edward Johnson, calciatore inglese († 1901)
- 30 novembre - Charles David Barry, tennista e crickettista irlandese († 1928)
- 30 novembre - Sergej Michajlovič Ljapunov, compositore e pianista russo († 1924)

## Dicembre(61)
- 2 dicembre - Ludwig Knorr, chimico tedesco († 1921)
- 2 dicembre - Percival Parr, calciatore inglese († 1912)
- 2 dicembre - Georges Seurat, pittore francese († 1891)
- 3 dicembre - Maurice de Féraudy, attore, commediografo e regista francese († 1932)
- 4 dicembre - Nikolajs Alunāns, compositore, musicologo e critico musicale lettone († 1919)
- 4 dicembre - Harold Morse, calciatore inglese († 1935)
- 5 dicembre - Antonio María De Reyna Manescau, pittore spagnolo († 1937)
- 5 dicembre - Charles Henry Gilbert, ittiologo statunitense († 1928)
- 5 dicembre - John Jellicoe, ammiraglio inglese († 1935)
- 5 dicembre - Sidney Lee, scrittore e biografo britannico († 1926)
- 8 dicembre - Pasquale Gagliardi, arcivescovo cattolico italiano († 1941)
- 8 dicembre - William O'Connell, cardinale e arcivescovo cattolico statunitense († 1944)
- 9 dicembre - Luigi Brugnatelli, mineralogista italiano († 1928)
- 9 dicembre - Vittorio Meoni, pittore, politico e giornalista italiano († 1937)
- 9 dicembre - Albino Zenatti, filologo italiano († 1915)
- 10 dicembre - Peder Mørk Mønsted, pittore danese († 1941)
- 10 dicembre - Antonio Restori, filologo e critico letterario italiano († 1928)
- 11 dicembre - Paul Hankar, architetto e designer belga († 1901)
- 11 dicembre - Ludwig Maurer, matematico tedesco († 1927)
- 11 dicembre - Il'ja Leonidovič Tatiščev, militare e nobile russo († 1918)
- 12 dicembre - Riccardo Carafa, nobile, scrittore e militare italiano († 1920)
- 12 dicembre - Louis Gustave Chauveaud, botanico francese († 1933)
- 12 dicembre - Demetrio Tripepi, politico italiano († 1908)
- 14 dicembre - Gregorio Ronca, ammiraglio, scienziato e inventore italiano († 1911)
- 15 dicembre - Pierre de Nolhac, filologo, storico dell'arte e poeta francese († 1936)
- 15 dicembre - Guglielmo Ranzi, letterato italiano († 1932)
- 15 dicembre - Ettore Tito, pittore e scultore italiano († 1941)
- 15 dicembre - Ludwik Lejzer Zamenhof, medico e linguista polacco († 1917)
- 16 dicembre - Gaetano Vannicola, pittore e architetto italiano († 1923)
- 17 dicembre - Paul César Helleu, pittore francese († 1927)
- 17 dicembre - Félix Rougier, missionario francese († 1938)
- 17 dicembre - Anselmo Evangelista Sansoni, vescovo cattolico italiano († 1921)
- 18 dicembre - Giosuè Signori, arcivescovo cattolico italiano († 1923)
- 19 dicembre - Berthold Wiese, filologo, critico letterario e traduttore tedesco († 1932)
- 20 dicembre - Jean-Auguste Brutails, storico, archivista e paleografo francese († 1926)
- 20 dicembre - Victor de Cessole, alpinista, filantropo e fotografo francese († 1941)
- 21 dicembre - Max Fiedler, compositore e direttore d'orchestra tedesco († 1939)
- 21 dicembre - Gustave Kahn, scrittore, poeta e critico d'arte francese († 1936)
- 22 dicembre - Enrico Barone, militare, storico e economista italiano († 1924)
- 22 dicembre - David Dunlop, velista britannico († 1931)
- 22 dicembre - Otto Hölder, matematico tedesco († 1937)
- 22 dicembre - Louis Vialleton, zoologo e scrittore francese († 1929)
- 23 dicembre - Adrian Ross, paroliere e librettista britannico († 1933)
- 24 dicembre - Samuel Fischer, editore austro-ungarico († 1934)
- 24 dicembre - Yehuda Leib Tsirelson, rabbino e politico rumeno († 1941)
- 25 dicembre - Jean-François Heymans, farmacologo e fisiologo belga († 1932)
- 25 dicembre - Anna Palm de Rosa, pittrice svedese († 1924)
- 26 dicembre - Sen Katayama, politico e giornalista giapponese († 1933)
- 26 dicembre - William Stephens, politico statunitense († 1944)
- 27 dicembre - Vicente March, pittore spagnolo († 1927)
- 28 dicembre - Rudolf L'Hermet, compositore di scacchi tedesco († 1945)
- 28 dicembre - Frank William Taussig, economista statunitense († 1940)
- 29 dicembre - Venustiano Carranza, politico e militare messicano († 1920)
- 29 dicembre - Elizabeth Forbes, pittrice canadese († 1912)
- 29 dicembre - Franz Karl Marenzi von Tagliuno und Talgate, generale austro-ungarico († 1940)
- 29 dicembre - Giuseppe Pirastru, poeta italiano († 1931)
- 30 dicembre - Luigi Maria Bossi, ginecologo e politico italiano († 1919)
- 30 dicembre - Edward Connelly, attore statunitense († 1928)
- 30 dicembre - Josef Foerster, compositore, critico musicale e scrittore ceco († 1951)
- 30 dicembre - Charles Treat, generale statunitense († 1941)
- 31 dicembre - Ernst Münch, organista e direttore di coro francese († 1928)

## Senza giorno specificato(73)
- Bernhard Ankermann, etnologo tedesco († 1945)
- Anna O., austriaca († 1936)
- Pëtr Leont'evič Antonov, rivoluzionario russo († 1916)
- Angelo Banti, ingegnere italiano († 1939)
- Paolo Bartolini, scultore italiano († 1930)
- Bob Baxter, calciatore nordirlandese († 1930)
- Vamsidas Babaji, filosofo indiano († 1944)
- Ernest Monnington Bowden, inventore irlandese († 1904)
- Nathaniel Lord Britton, botanico statunitense († 1934)
- Arthur Buchheim, matematico britannico († 1888)
- Solatium, disegnatore italiano († 1933)
- Henry Farnham Burke, genealogista britannico († 1930)
- Giuseppe Candeo, esploratore italiano († 1899)
- Raoul Caretti, politico italiano († 1942)
- William T. Carleton, attore britannico († 1930)
- Diomede Catalucci, pittore e decoratore italiano († 1943)
- Carlo Cavanenghi, dirigente sportivo italiano († 1912)
- Costantino VI di Costantinopoli, arcivescovo ortodosso greco († 1930)
- Salvatore De Gregorio, pittore e decoratore italiano († 1928)
- Francesco Del Buono, generale italiano († 1943)
- Augusta Déjerine-Klumpke, neurologa statunitense († 1927)
- Pandeli Evangjeli, politico albanese († 1949)
- Arthur Frothingham, archeologo e storico dell'arte statunitense († 1923)
- Vincenza Garelli della Morea, compositrice e pianista italiana († 1924)
- Alfred Saint Hill Gibbons, esploratore britannico († 1916)
- William Glyn, tennista britannico († 1939)
- Sokher Goldstein, cantante e attore teatrale ucraino († 1887)
- Manuel Gutiérrez Nájera, poeta messicano († 1895)
- Abd al-Karim Ha'iri, religioso iraniano († 1937)
- Arnold Frederick Holleman, chimico olandese († 1953)
- Kyrillos III, arcivescovo ortodosso e politico cipriota († 1933)
- Gaetano Majorana, avvocato, economista e politico italiano († 1930)
- David Martin, calciatore nordirlandese († 1946)
- Arthur Marvin, direttore della fotografia e regista cinematografico statunitense († 1911)
- Zenone Mattei, compositore italiano († 1900)
- Luigi Melchiorre, scultore italiano
- Ludwig Mitteis, giurista austriaco († 1921)
- Manuel Mondragón, generale messicano († 1922)
- Mario Morais, scrittore, commediografo e regista cinematografico italiano († 1922)
- Étienne Moreau-Nélaton, pittore e scrittore francese († 1927)
- Andreas Moser, violinista, insegnante e musicologo austriaco († 1925)
- Nampeyo, artista nativa americana († 1942)
- Riccardo Nobili, pittore, scrittore e illustratore italiano († 1939)
- Giulia Novelli, mezzosoprano italiana († 1932)
- Ivan Fëdorovič Okladskij, operaio russo († 1925)
- Geōrgios Orfanidīs, tiratore a segno greco († 1942)
- Irene Pigatti, alpinista italiana († 1937)
- Alfred William Pollard, bibliografo britannico († 1944)
- Angelo Prada, pittore italiano († 1934)
- Harry Fielding Reid, geologo statunitense († 1944)
- Giuseppe Renda, scultore italiano († 1939)
- Gustav Roethe, filologo tedesco († 1926)
- Giulio Rolland, pittore e decoratore italiano († 1913)
- Diego Sarti, scultore italiano († 1914)
- Fëdor Fëdorovič Selivanov, chimico russo († 1938)
- Christian Friedrich Seybold, orientalista tedesco († 1921)
- Mario Spinetti, pittore italiano († 1915)
- Spiridon Stais, tiratore a segno greco († 1932)
- Karl Stuhlmüller, pittore tedesco († 1930)
- George Tait, calciatore inglese († 1882)
- Emma Tettoni, insegnante, poetessa e scrittrice italiana († 1891)
- Francis Thompson, poeta inglese († 1907)
- Charles Haskins Townsend, zoologo statunitense († 1944)
- Francesco Giuseppe Tozzoni, nobile e ammiraglio italiano († 1929)
- Emil Vogel, musicologo tedesco († 1908)
- Aziz Vrioni, politico ottomano († 1920)
- John Wells, canottiere statunitense († 1929)
- Frederick Merrick White, scrittore inglese († 1935)
- Walt Whitman, attore statunitense († 1928)
- C.J. Williams, regista, attore e sceneggiatore statunitense († 1945)
- Tieste Wilmant, baritono italiano († 1937)
- Giovanni Zanfa, tipografo, giornalista e editore italiano († 1931)
- Michele Angelo Zoccola, avventuriero e imprenditore italiano († 1938)